# Кордиковка
Кордиковка или Кордовка (укр. Кордиківка) — левый приток Стрижня, протекающий по территории Черниговского горсовета Черниговской области Украины.

## География
Длина — 1,8 км.
Река протекает территорией городского лесопарка Кордовка. Река сильно преобразована вследствие антропогенного влияния. Русло сильно заросшее прибрежно-водной растительностью, разделено на несколько прудов. Пересыхает.
Между улицами Блакитного и Гринченко расположены очистительные сооружения дождевого стока. Выпуск очищенного стока осуществляется в одно из озёр старого русла реки и далее в Десну.
На берегу реки (ныне пруда) расположены памятники археологии поселение «Кордовка» (5-1 тыс. до н. э., 11-13 века) — в районе улиц 1-й и 2-й Кордовка — и поселение «Горсад» (2 тыс. до н. э., 11-13 века, 17-18 века).